# سونات پاییزی
سونات پاییزی (به سوئدی: Höstsonaten) فیلمی سوئدی در ژانر درام به کارگردانی اینگمار برگمان، محصول سال ۱۹۷۸ و با بازی اینگرید برگمان است. فیلم داستان زن پیانیست مشهوری است که پس از سال‌ها به دیدار دخترش که با او رابطه نداشته می‌رود.
به دلیل مشکلات مالیاتی برگمان با دولت سوئد فیلم در نروژ فیلم‌برداری شده‌است و برنده جایزه گلدن گلوب برای بهترین فیلم خارجی‌زبان در سال ۱۹۷۹ و نامزد جایزه اسکار برای بهترین بازیگر زن در نقش اصلی (اینگرید برگمان) و بهترین فیلم‌نامه شده‌است.این فیلم در سایت imdb نمره‌ی ۸/۱ را کسب کرده است.

## داستان فیلم
«اوا» (اولمان) که با همسرش، «ویکتور» (بیورک) در خانه دورافتاده یک کشیش در نروژ زندگی می‌کند و به تازگی پسر چهارساله‌اش را از دست داده، وقتی در می‌یابد مادرش، «شارلوت» (برگمن)، پیانیست نامدار، عزادار محبوبش است، او را برای مدتی نزد خود دعوت می‌کند. «شارلوت» می‌آید و می‌بیند که «اوا»، خواهر معلولش «هلنا» (نایمان) را - که «شارلوت» او را به یک پانسیون سپرده بود - نزد خود آورده و از او پرستاری می‌کند. شب هنگام، «شارلوت» بر اثر کابوسی از خواب می‌پرد و «اوا» نزدش می‌آید. مادر و دختر شروع به صحبت می‌کنند و «اوا» نفرتش از مادر را به تدریج آشکار می‌کند. «اوا» معتقد است که او خانواده‌اش را فدای هنر خود کرده و از بچه‌هایش غافل بوده‌است. روز بعد، «شارلوت» می‌رود و «اوا»، که به برخورد نادرست خود پی‌برده، بار دیگر برای او نامه می‌نویسد...

## درباره فیلم
اینگرید در وداعش با سینما، به فیلم اینگمار، رنگ و بوئی پُرطراوت می‌بخشد و درخشان‌تر از همیشه در نقشی یگانه در کارنامه‌اش (زنی فاقد حس هم‌دردی و درک که با شمایل متین او کاملاً در تعارض است) ظاهر می‌شود. این امر ظاهراً عاری از عمق دیگر فیلم‌های اینگمار است! اما تصاویر فیلم که حاصل همکاری دیگری از برگمان و نیکویست است، مستقل از فیلم نیز به دلیل نوآوری در کار با رنگ و نورپردازی فوق‌العاده می‌نمایند.